# Útnyilvántartás
Az útnyilvántartás olyan bizonylat, amellyel a céges autó hivatali, illetve üzleti utazásait van lehetőség elszámolni. Minden gépjármű esetében külön útnyilvántartást kell vezetni. Az útnyilvántartáson a költségek elszámolása az üzemanyagszámlák alapján történik. Az útnyilvántartásnak egy esetleges ellenőrzés során naprakésznek kell lennie. Az útnyilvántartás vezetését korszerű útnyilvántartó programok segítik. 

## Útnyilvántartás vezetésére kötelezettek
- A magánszemély (egyéni vállalkozó) a jövedelemszerző tevékenységhez használt gépjármű költségelszámoláshoz útnyilvántartás vezetésére kötelezett, amennyiben nem az 500 km-es átalányadózást választja (mindenképp cégautóadó köteles)

- Háziorvos csak akkor mentesül a praxisához használt autó cégautóadójának megfizetése alól, ha útnyilvántartással bizonyítja menetteljesítményét

- Cégeknek, céges tulajdonban lévő autókra nem kötelező az útnyilvántartás vezetése (mindenképp fizetnek cégautóadót), de a gyakorlat azt mutatja, hogy a költségek bizonyításához nagyon ajánlott mégis útnyilvántartást vezetni a biztonság kedvéért

- 2012-től a cégautóadót drasztikusan megemelték, viszont ez kiváltható kiküldetési rendelvénnyel
- Már egyszemélyes Kft.-k és Bt.-k is használhatják a kiküldetési rendelvényt, megspórolhatják a cégautóadót
- 2012-től a bérelt illetve lízingelt autók áfatartalma újra levonható, viszont a használatot útnyilvántartással kell alátámasztani
- Magánautók céges használata után komoly összegű cégautóadót kell fizetni, kivéve ha kiküldetési rendelvényen vannak a költségek elszámolva
- Aki kilépett az EVA körből, annak szüksége lehet útnyilvántartó programra
- Bérelt illetve lízingelt autók áfa-visszaigénylése esetén (járulékos szolgáltatásokhoz tartozó tételek áfáját is) útnyilvántartással kell bizonyítani a céges/magánutak arányát, a céges rész után lehet arányosan visszaigényelni az áfát. 2013-tól a fenntartáshoz szükséges költségek áfatartalma is arányosan visszaigényelhető, ráadásul 2013. július 1-től a cégautóadóból a gépjárműadó is levonható.
- 2019-től megjelent az "átalányadó", ezzel útnyilvántartás nélkül is le lehet vonni a lízing- és tartós bérlet ÁFA-jának 50%-át. Útnyilvántartással továbbra is akár 100% levonható (a céges utak arányában), de ehhez továbbra is útnyilvántartás vezetése szükséges.

## Az útnyilvántartás kötelező adatai
Minden útnyilvántartásnak tartalmaznia kell:
- a gépjármű típusát
- a gépjármű forgalmi rendszámát
- a fogyasztási normát
- az év első és utolsó napjának kilométeróra állását (havonta ajánlott)
- az utazás időpontját
- az utazás kiindulópontját
- az utazás célját és a partner nevét, címét (honnan-hova)
- a megtett kilométerek számát tételesen
- tankolások helyét, idejét, üzemanyag mennyiségét, árát

Útnyilvántartás nyomtatási minta 2021

## Az útnyilvántartás vezetésének módjai
- papíron, erre alkalmas nyomtatványon
- Excelben
- GPS nyomkövető berendezés által vett adatokból
- útnyilvántartó programmal
- mobil alkalmazás segítségével

## Az útnyilvántartó program
Az útnyilvántartó program segíti és gyorsítja az útnyilvántartás vagy kiküldetési rendelvény elkészítését.
Az útnyilvántartó program gyártók egy része igyekszik a mindenkori jogszabályoknak megfelelően a felhasználót segíteni az aktuális bizonylat kifogástalan elkészítésében, hogy egy esetleges adóhatósági  ellenőrzés során ne keletkezzen büntetés.

### Az útnyilvántartó programokban foglalt adatok illetve a programok funkciói
- általános jogszabálykövetés
- havi NAV (APEH) üzemanyagárak
- fogyasztási normák (alapnorma-átalány)
- autók fogyasztási adatai
- autók főbb adatainak nyilvántartása
- munkaszüneti napok
- fogyasztási korrekciók számítása
- kilométer-óra állás rögzítése
- nyomtatható kiküldetési rendelvény vagy útnyilvántartás
- adatmentés
- külföldi utak kezelése
- körutak kezelése
- partnerimportálás
- tankolások rögzítése
- logikai ütközéseket figyelő algoritmusok
- autó-partner összerendelés
- számítógépes hálózatban való munka támogatása
- partnerek távolságszámításához szükséges algoritmus
- mobil alkalmazás támogatása

### Az útnyilvántartó programok fejlődése
- kezdetben papíron kézzel vezették az útnyilvántartást, számolgatták a partnertávolságokat
- később nyomtatványon ugyanígy
- az 1990-es években megjelentek az első útnyilvántartó programok, ezek főleg a bizonylat összeállításában segítettek, alig volt előrelépés a nyomtatványboltos összeállításnál
- az 1990-es évek végén az útnyilvántartó programok már a városok között tudták számolni a távolságokat beépített címadatbázis segítségével, azonban ez sosem volt pontos, és csak egyesével tudott távolságokat számolni
- szintén az 1990-es évek közepétől / végétől akik nem ismerték az útnyilvántartó programok előnyeit, azok Microsoft Excel táblázatban állították össze bizonylatukat. Ennek érdekessége, hogy sokan a mai napig ezt használják főleg "takarékoskodási" okokból
- a 2000-es évek elején már létezett külső térképes, de háztól-házig távolságszámoló útnyilvántartó program
- 2003 környékén jelent meg az első online, webes felületű útnyilvántartó program, de hamarosan meg is szűnt
- 2005-ben jelent meg a beépített térképes, már tömeges(!) távolságszámításra alkalmas útnyilvántartó program
- 2005 végén jelent meg az első és egyetlen olyan blog, amely kizárólag az útnyilvántartás témájával foglalkozik[1]
- 2008-tól jelentek meg a beépített térképes megoldás ötlete alapján az annál jóval egyszerűbb, kevesebbet tudó (partnertávolságok számolása csak egyesével) Google Maps integrációval megoldott, PC-n futó útnyilvántartó programok. Habár egyértelműen a PC-s programok hódítanak, már népszerűek az online webes felületen elérhető programok is.
- 2013-ban megjelent iPhone-ra, Androidra és Windows Phone-ra (mobil platformokra) útnyilvántartó app,
- 2018-ban megszűnt a Windows Phone verzió, mivel a másik két platform dominálja a világpiacot,
- szintén 2018-ban jelent meg olyan Online útnyilvántartó program, amely az önálló webes felülete mellett saját mobil alkalmazással is rendelkezik, ami útközben automata rögzítési módokkal is képes rögzíteni és feldolgozni az utakat
- 2019-től már 70 logikai ütközést is ellenőriz és javít nyomtatás előtt a "beépített NAV-ellenőr", hogy a felhasználóknak biztosan NAV-álló útnyilvántartásuk lehessen.